# Lithiumcitrat
Lithiumcitrat ist eine chemische Verbindung des Lithiums aus der Gruppe der Citrate.

## Gewinnung und Darstellung
Lithiumcitrat kann durch Reaktion von Citronensäure mit Lithiumcarbonat gewonnen werden.

## Eigenschaften
Lithiumcitrat-Tetrahydrat ist ein weißer Feststoff, der gut löslich in Wasser ist.

## Verwendung
Bis 1950 wurde Lithiumcitrat als Stimmungsverbesserer und als Gegenmittel bei Kater in dem Erfrischungsgetränk 7 Up verwendet. Unter dem Markennamen Litarex wird das Medikament mit dem Wirkstoff Lithiumcitrat im Rahmen der Lithiumtherapie zur Behandlung bei manisch-depressiven Erkrankungen verwendet.